# Pepe Reyes Cup
La Pepe Reyes Cup è la supercoppa nazionale di Gibilterra e terza competizione calcistica per importanza nel paese dopo il campionato e la coppa nazionale. Posta sotto l'egida della Federazione calcistica di Gibilterra, vi partecipano il vincitore della coppa nazionale contro il vincitore del campionato.
La coppa è dedicata a Pepe Reyes, presidente della Gibraltar Football Association negli anni novanta.

## Albo d'oro
| Edizione | Vincitrice campionato | Vincitrice coppa  | Risultato             |
| -------- | --------------------- | ----------------- | --------------------- |
| 2000     | Glacis United         | Gibraltar Utd     | 2-2 (dts) 6-5 (dtr)   |
| 2001     | Lincoln Red Imps      | Gibraltar Utd     | 3-1                   |
| 2002     | Gibraltar Utd         | Lincoln Red Imps  | 0-2                   |
| 2003     | Lincoln Red Imps      | Manchester 62     | 0-1                   |
| 2004     | Lincoln Red Imps      | Gibraltar Utd*    | 3-1                   |
| 2005     | Lincoln Red Imps      | Glacis United*    | 1-1 (dts) ? (dtr)     |
| 2006     | Lincoln Red Imps      | Manchester 62*    | 2-4 (dtr)             |
| 2007     | Lincoln Red Imps      | Manchester 62*    | 3-1                   |
| 2008     | Lincoln Red Imps      | Manchester 62**   | 3-1                   |
| 2009     | Lincoln Red Imps      | Gibraltar Utd**   | 3-1                   |
| 2010     | Lincoln Red Imps      | St Joseph's*      | 1-0                   |
| 2011     | Lincoln Red Imps      | Glacis United*    | 1-1 (dts) 5-4 (dtr)   |
| 2013     | Lincoln Red Imps      | St Joseph's       | 0-2                   |
| 2014     | Lincoln Red Imps      | St Joseph's       | 2-2 (dts) 11-10 (dtr) |
| 2015     | Lincoln Red Imps      | Europa FC         | 3-2 (dts)             |
| 2016     | Lincoln Red Imps      | Europa FC*        | 0-2                   |
| 2017     | Europa FC             | Lincoln Red Imps* | 2-2 (dts) 1-3 (dtr)   |
| 2018     | Lincoln Red Imps      | Europa FC         | 1-1 (dts) 2-4 (dtr)   |
| 2019     | Lincoln Red Imps      | Europa FC         | 0-1                   |
| 2021     | Lincoln Red Imps      | Europa FC         | 1-3                   |
| 2022     | Lincoln Red Imps      | Europa FC         | 1-0                   |
| 2023     | FCB Magpies           | Lincoln Red Imps  | 1-0                   |
| 2024     | St Joseph's           | Lincoln Red Imps  | 1-0 (4-3 dtr)         |
| 2025     | Lincoln Red Imps      | FCB Magpies       | 3-0                   |

- (*) Qualificata come seconda in campionato avendo la squadra che ha vinto il campionato vinto anche la coppa.
- (**) Non si sa perché abbia partecipato questa squadra alla Supercoppa

### Vittorie per club
| Club             | Vittorie | Sconfitte | Edizioni vincenti                                                            |
| ---------------- | -------- | --------- | ---------------------------------------------------------------------------- |
| Lincoln Red Imps | 13       | 10        | 2001, 2002, 2004, 2007, 2008, 2009, 2010, 2011, 2014, 2015, 2017, 2022, 2025 |
| Europa FC        | 4        | 3         | 2016, 2018, 2019, 2021                                                       |
| Manchester 62    | 2        | 2         | 2003, 2006                                                                   |
| St Joseph's      | 2        | 2         | 2013, 2024                                                                   |
| Glacis United    | 2        | 1         | 2000, 2005                                                                   |
| FCB Magpies      | 1        | 1         | 2023                                                                         |
| Gibraltar Utd    | 0        | 5         |                                                                              |